# Jean Paul Leroux
Jean Paul Leroux (Caracas, Venezuela 7 de enero de 1976) es un actor de teatro y cine venezolano mexicano.

## Biografía
El actor venezolano mexicano Jean Paul Leroux, ha protagonizado y participado en decenas de películas, series, obras de teatro y telenovelas. Su carrera como actor comenzó en 1999 con pequeños papeles en el Teatro y la Televisión. En 2005 el público lo aplaudió y la crítica lo alabó por su interpretación de Martín en la aclamada película Secuestro Express. En 2007 forma parte del Cast principal de la Serie de Televisión Tiempo final producida por Fox Latinoamérica, donde su interpretación de dos personajes en el episodio “Falso cura” le valió el reconocimiento de su talento en Latinoamérica. En Venezuela protagonizó y produjo la película “Las Caras del Diablo” con la que fue galardonado como Mejor Actor Protagónico en el "Premio al Cine Venezolano 2010".
Actualmente radica en la Ciudad de México debido a sus papeles en el elenco principal de exitosas series como: El Dragón: El regreso de un guerrero de Netflix, donde interpreta a Trejo. También lo vimos como “Galván” en la 3.ª temporada de la premiada Sr. Ávila de HBO (International Emmy® award-winning - mejor serie estelar de habla no inglesa) y en la nueva serie de STAR+ & The Walt Disney Company “El Mantequilla: Maestro de la Estafa”.
'Enemigo íntimo (“I y II”) de Telemundo (como Angel Cordero), Falsa Identidad (“I y II”) de Telemundo (como Alex Mendez) y 'La piloto de Televisa y Univision (como Lic. Vergara) son algunas de las exitosas producciones mexicanas para los EE. UU. en las que ha participado.
Durante su paso por Colombia, formó parte del elenco principal de 2091 donde interpretó a "Reznik" en la primera serie de televisión de acción sci-fi futurista hecha en español producida por Fox Channel. En el Cine Colombiano protagonizó dos películas, Amores peligrosos y La vida era en serio.  Además interpretó importantes personajes en TV Series para América Latina como Lynch (MovieCity). Y también lo vimos en la TV abierta, donde participó en la 2ª temporada de A corazón abierto (versión colombiana de Grey's Anatomy de VISTA Productions INC). Y en el teatro, estuvo dos temporadas de la exitosa comedia francesa Toc toc, con más de cien representaciones en el Teatro Nacional de Bogotá.
Leroux ha sido un extraordinario Host de diversos formatos de programas de televisión internacionales como “Historia a la Carta” de The History Channel. Conductor principal del reality show cinematográfico Proyecto 48 de TNT y del reality show de cocina Cocineros al límite de Fox Channel. De igual manera fue el ancla principal del magazine matutino “Kasa Loka” y del exitoso Late Night Show “Noche de Perros”, ambos formatos para la televisión abierta por el Canal Televen.

## Premios
- Premio Mejor Actor al Cine Venezolano Cines Unidos 2010.
- Premio Actor Revelación Gran Aguila de Venezuela 2008.
- Galardón Actor Revelación Mara Internacional 2008.
- Premio Actor Revelación Tamanaco de Oro 2005.
- Nominado Mejor Actor Premios ANAC Venezuela 2006.

## Filmografía

### Televisión
- La historia de Juana (2024) -- Claudio Vilorio
- El Mantequilla: Maestro de la estafa (2023) — Editor de periódico
- Un día para vivir (2023) —  Alejandro Ep: el retorno
- Esta historia me suena (2020) — Rodrigo Ep: corre
- Falsa Identidad (2019-2020) — Alejandro Méndez  'Alex'
- El Dragón: El regreso de un guerrero (2019-2020) — Trejo
- Enemigo íntimo (2018-2020) — Ángel Cordero
- Y mañana será otro día (2018) — Patricio Valenzuela
- La fuerza de creer (2017) — David Ureña
- La piloto (2017) — Vergara
- 2091 (2016) —  Reznik
- Mujeres de negro (2016) — Sebastián Lascuráin
- Sr. Ávila (2016) — Jesús 'Chucho' Galván
- Quiero amarte (2013-2014) — Jorge de la Parra
- Las Bandidas (2013) — Sergio Navarro
- Las santísimas (2012-2013) — Ricardo Arciniegas
- Lynch (2012) — Doctor Federico Sanz
- A corazón abierto (2010-2011) — Sebastián Cardenas
- La Trepadora (2008) — Nicolás Del Casal
- Tiempo final (2007-2008) — Pablo y Jorge / Gustavo
- Ciudad Bendita (2006-2007) — Jerry Colón
- Mambo y canela (2002) — Dino
- Más que amor, frenesí (2001) — Gustavo Chacón

### Cine
- Amor En El Aire. Colombia (2022) — Jimmy Valderrama
- Amores peligrosos. Colombia (2013) — Tony
- La vida era en serio. Colombia (2011) — Mario
- Último cuerpo (2011) — Vincent
- Las caras del diablo (2010) — Pedro Ramírez
- Por un polvo (2008) — Alejandro Martínez
- Lo que tiene el otro (2008) — Pablo
- 13 segundos (2007) — Darío
- Ni tan largos... ni tan cortos (2007) — Juan Carlos
- Elipsis (2006) — Damián Sutton
- Sed en los pies (2005) — El Apedreado
- Secuestro Express (2005) — Martín Méndez

### Teatro
- TOC TOC. Autor: Laurent Baffie. Personaje: Pep. Teatro Nacional La Castellana-Bogotá, Colombia. 2011-2012.
- El Violinista Sobre El Tejado (FIDDLER ON THE ROOF). Dirección Michel Hausmann. Personaje: Fyedka el Ruso. Venezuela 2005, 2006, 2009.
- El Mundo de OZ. Escrita y Dirigida por Nathalia Martínez. Personaje: El Mago de OZ. Venezuela 2006.
- Amanecí como con ganas de morirme. Autor: Indira Páez, Venezuela 2006.
- El Aplauso va por dentro. Autor: Mónica Montañés. Dirección: G. Blanco. Actuación Especial en Venezuela, Tenerife España Teatro Guimerá. 2005.
- La Cenicienta. Cuento original de Charles Perrault. Adaptación Nathalia Martínez. Personaje: El Príncipe. Venezuela 2005.
- Tócala de Nuevo. (PLAY IT AGAIN, SAM). Autor: Woody Allen. Dirección: Michel Hausmann. Protagonista: Diego Quiroga. Venezuela 2004-2005.

### TV Show & Reality
- Cocineros al límite (2012) — Host
- Proyecto 48 (2009) — Host
- Historia a la Carta (2008)
- Proyecto 48 Venezuela. 4ª y 5ª Temporada (2006-2007) — Host
- Bio 2005 (2005) — Host
- Kasa Loka (2005) — Conductor
- Noche de perros (2003-2005) — Conductor